# Кучурган (пункт контролю)

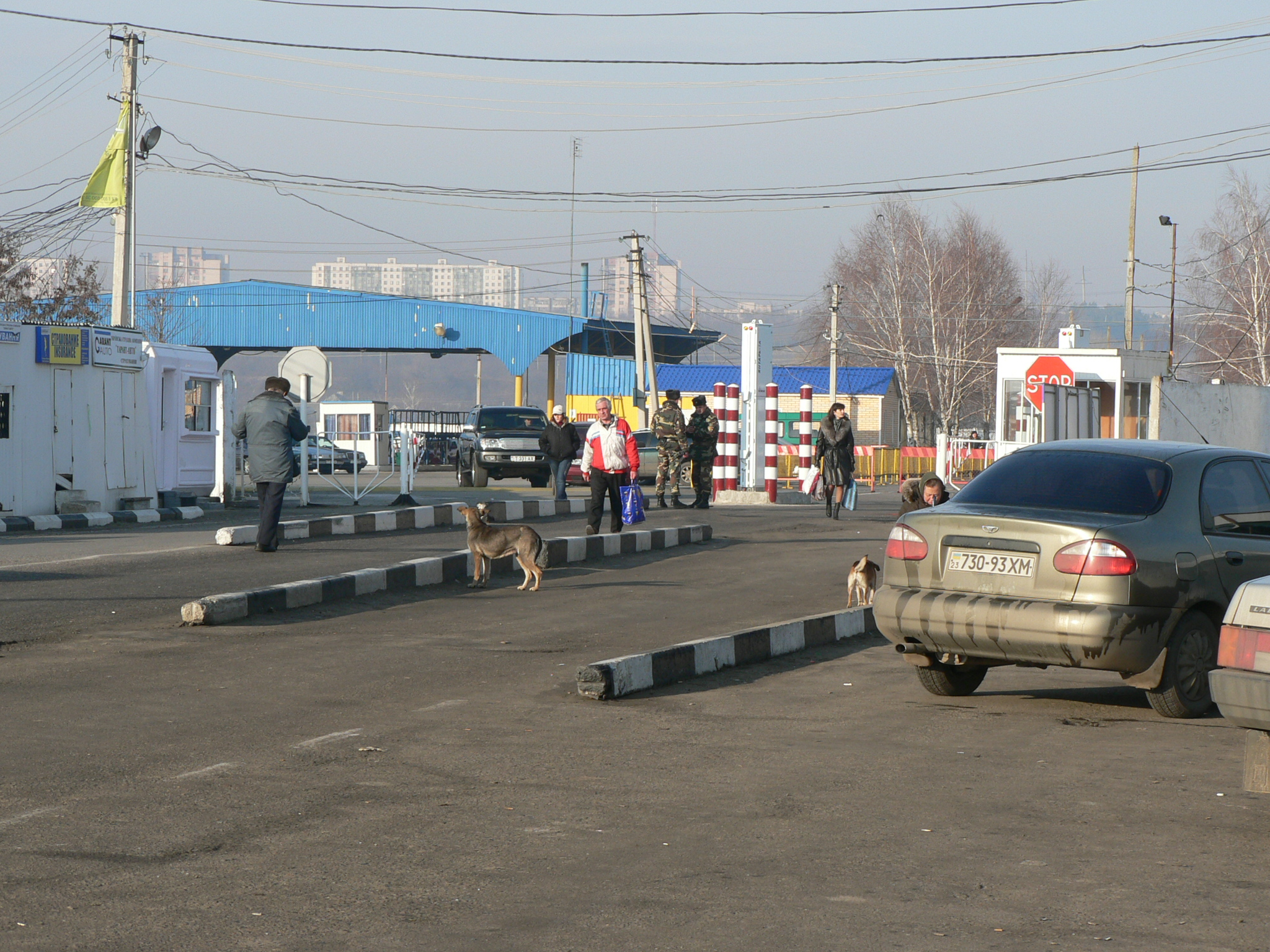
пункт контролю через державний кордон України Кучурган

46°43′25″ пн. ш. 29°58′39″ сх. д. / 46.72361° пн. ш. 29.97750° сх. д.
Кучурга́н — автомобільний та залізничний пункти контролю через державний кордон України на кордоні з Молдовою (невизнана республіка Придністров'я).
Розташовані в Роздільнянському районі Одеської області, в однойменному селі на перетині низки автошляхів E58, E583, М16, Р33 та Т 1625. Із молдовського боку знаходиться пункт контролю «Новосавицька» (залізничний) та пункт пропуску «Первомайськ» (автомобільний), Слободзейський район, на трасі М5 (Е58) у напрямку Тирасполя.
Вид пункту пропуску — залізничний та автомобільний. Статус пунктів пропуску — міжнародний.
Характер перевезень — пасажирський, вантажний.
Ідентифікаційний номер — 512000.
Окрім радіологічного, митного та прикордонного контролю, залізничний пункт «Кучурган» може здійснювати санітарний, фітосанітарний, ветеринарний та екологічний контроль.
В той самий час автомобільний пункт пропуску «Кучурган» здійснює ті самі аналогічні види контролю, а також контроль Служби міжнародних автомобільних перевезень.
Пункти контролю «Кучурган» входять до складу митного посту «Кучурган» (UA500K05) Одеської митниці. Код місця митного оформлення — UA500310 (залізниця) (відділ митного оформлення № 2, ознака пункту пропуску — 127)  та UA500300 (автотранспорт) (відділ митного оформлення № 1,  ознака пункту пропуску — 117).
У 2016 році на сайті «Відкрити митний простір» з'явилась онлайн-трансляція з пункту контролю «Кучурган».
Був тимчасово закритий з 13 березня 2020 року до 20 травня 2020 року у зв'язку з пандемією коронавірусної хвороби відповідно до розпорядження КМУ від 13.03.2020 №288-р.

## Історія
Пункт контролю «Кучурган» раніше входив до складу митного посту «Роздільна» Південної митниці. Код пункту контролю — 50009 29 00 (12) (залізниця) та 50009 28 00 (11) (автотранспорт).

## Галерея

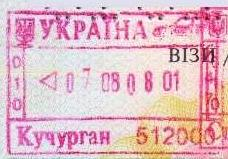
Штамп міжнародного пункту пропуску "Кучурган"

.